# Нигматуллин, Артур Эдуардович
Арту́р Эдуа́рдович Нигмату́ллин (род. 17 мая 1991, Владивосток) — российский футболист, вратарь клуба «Рубин».

## Карьера

### Клубная
До того как начать заниматься футболом в родном Владивостоке, увлекался карате. В 12-летнем возрасте попал в школу ЦСКА. В 16 лет впервые начал привлекаться к тренировкам с основной командой, в начале 2008 года попал в заявку на чемпионат России. В этом же году мог оказаться в португальском клубе «Порту», в котором находился на просмотре. Также к Нигматуллину проявляли интерес английский «Ливерпуль» и испанская «Валенсия», но сам игрок не захотел покидать Россию.
В начале 2011 года вместе с ещё одним игроком ЦСКА Дмитрием Рыжовым на правах сезонной аренды перешёл в саранскую «Мордовию», но в июле контракт с ним был расторгнут. В августе был отдан в аренду екатеринбургскому «Уралу», но из-за сорванного зимой 2012 года перехода в ЦСКА полузащитника Олега Шатова, перешедшего в итоге в «Анжи», московский клуб разорвал с «Уралом» партнёрские отношения и отозвал из Екатеринбурга всех своих игроков, в числе которых был и Нигматуллин. В феврале пополнил состав подмосковных «Химок», вновь на правах аренды.
Перед началом сезона 2012/13 был арендован нижегородской «Волгой». 21 июня 2013 года между игроком и клубом был заключён полноценный контракт. 3 августа в матче с «Зенитом» (1:3), дебютировал в составе «Волги» в премьер-лиге. В конце января 2016 года перешёл в клуб ФНЛ «Тосно». Летом 2017 года подписал контракт с пермским «Амкаром». Дебютировал за клуб 16 июля в матче с «Ахматом» (0:1).
16 июня 2018 года перешёл в тульский «Арсенал».
8 июля 2021 года подписал контракт с «Пари Нижний Новгород».
15 июня 2024 года подписал двухлетний контракт с казанским «Рубином».

### В сборной
Выступал за юношеские сборные России до 17 и 19 лет, а также за молодёжную сборную России.
7 ноября 2023 года вызван в состав основной сборной России на матч против сборной Кубы. 

### Дисквалификация
В январе 2010 года на сборе ЦСКА у игроков команды бралась допинг-проба, которая у Нигматуллина оказалась положительной. Через месяц у него была взята дополнительная допинг-проба, подтвердившая нахождение в его организме запрещенного ВАДА препарата — фуросемида, который, по заявлению УЕФА, игрок принимал, чтобы вывести из своего организма тестостерон, принимаемый им во время отпуска для увеличения мышечной массы. Как сообщал сам футболист, фуросемид содержали таблетки для похудения, которые ему дала бабушка. В итоге он был дисквалифицирован на срок с 22 февраля по 31 декабря 2010 года.